# Léo Daniderff
Ferdinand Julien Niquet, dit Léo Daniderff, né le 15 février 1878 à Angers et mort le 24 octobre 1943 à Rosny-sous-Bois, est un compositeur et chanteur français.

## Biographie
Ferdinand Niquet naît à Angers le 15 février 1878. Ayant composé son pseudonyme à partir de l'anagramme de son prénom, il débute en chantant ses propres compositions et les textes de Gaston Couté qu'il met en musique (La Julie jolie sera reprise plus tard par Édith Piaf,,). Fréhel interprète sa chanson Fenfant d'amour en 1909. Pour sa chanson à succès de 1913, Sur la Riviera (paroles de Marcel Bertal et Emile Ronn), il reprend sans le reconnaître, la musique de la valse Sobre las olas (Sur les vagues) du compositeur mexicain Juventino Rosas (1868-1894).
Il acquiert une notoriété mondiale grâce à sa chanson Je cherche après Titine (1917) « empruntée » par Charlie Chaplin, qui l'avait remarquée en 1922 lors de son passage à Montmartre[réf. souhaitée], dans le film Les Temps modernes en 1936. N'ayant pas déposé les droits de la chanson aux États-Unis, le compositeur ne touche rien, dans un premier temps, sur l'exploitation de sa musique outre-Atlantique, mais il intente et gagne un procès qui lui permet d'être rétabli dans ses droits et de percevoir 500 000 francs.
On lui doit d'innombrables chansons dont Le Dénicheur, java composée en (1912) et qui fut longtemps no 1 des bals musettes, Sur la Riviera, Le Clown, La Pampille. Il étoffe le répertoire de Gaby Montbreuse avec laquelle il a une liaison, compose Celosa pour Berthe Sylva, Le Grand Frisé pour Damia, plusieurs chansons pour Fréhel depuis l'époque où elle s'appelle Pervenche jusqu'à Sous la blafarde en 1927, ainsi que des titres pour Adolphe Bérard ou Jean Gabin.
Il compose également pour l'opérette (Les bijoux indiscrets en 1921, Paris-Lune-Paris en 1928, Françoise à la Comédie-Caumartin en 1930).
En 1908, Léo Daniderff épouse Lucie Mortreuil, fille du chansonnier Félix Mortreuil. En 1928, il se remarie avec Léona Gabriel, auteure-compositrice-interprète martiniquaise, coauteure notamment de Maladie d'amour,.
Léo Daniderff meurt le 24 octobre 1943 à Rosny-sous-Bois et est inhumé dans l'ancien cimetière de cette commune.